# 熊野正人
熊野 正人（くまの まさと、1948年4月15日 - ）は、サイドカードライバー。
16歳よりモーターサイクルロードレースをはじめる。1975年まで小排気量モーターサイクル（ソロ）クラスで活躍。国内で5度のクラスチャンピオン。
1976年に学生時代からの友人である有福勲、新崎陽一と共にオリジナルサイドカーKAN MK-7（それぞれの頭文字から命名）を製作しサイドカーレースの本場イギリスとドイツの大会に出場するため渡欧。現地の地方選手権に出場し競技ライセンスを取得し日本人として初めてロードレース世界選手権（WGP）サイドカークラスのイギリスのマン島TT大会とドイツのニュルブルクリンク大会に出場して完走を果たした。
帰国後はマシンを改修、当時サイドカークラスで主流になりつつあったTZ500エンジンを入手し再び渡欧。1978年はいくつかのレースに出場し、1979年はWGPにフル参戦。シルバーストーンサーキットで開催されたイギリスGPで日本人として初めてサイドカークラス3位表彰台を獲得し年間ランキングも3位を獲得した。
1980年も引き続きWGPにフル参戦したがマシン開発を満足に行う環境が整わず苦戦。1981年からは完全自作を断念し、スイスのコンストラクターLCR製のフレームを使用するようになった。排気チャンバーを前方に伸ばす現代のサイドカーの基本となるレイアウトを生み出すなど1980年代のWGPサイドカークラスにおいて技術面の発展に大きく貢献、協力関係にあったLCRはサイドカークラスにおいて圧倒的な実績とシェアを獲得した。
1988年にはアジア人として初めてドイツ選手権の年間チャンピオンを獲得、翌1989年には2連覇を果たしている。
1991年に現役を引退。引退後もドイツ人の妻と共にドイツに留まりオートバイや自動車の部品の輸出を仕事としつつ、ドイツ人や日本人の若手指導にも尽力している。

サイドカークラスの選手はライダーとは呼ばずドライバーと呼ばれる。